# Atlético Nacional Femenino
El Atlético Nacional Femenino es la sección de fútbol femenino del club Atlético Nacional S.A. pertenece a la ciudad de Medellín, Colombia. Fue fundado el 1 de enero de 2009, Participa en la Liga Profesional Femenina.

## Historia

### Inicios
El 25 de agosto del año 2009 se da comienzo al fútbol femenino de forma oficial en Atlético Nacional con iniciativa de, entre otros, el director técnico Diego Bedoya y el apoyo de Víctor Marulanda. Se realizaron convocatorias abiertas donde se presentaron aproximadamente 300 chicas y 90 de ellas fueron seleccionadas para comenzar su proceso de formación con Atlético Nacional.

### Profesionalismo, debut y subcampeonato
Con el inicio de la Liga Profesional Femenina de Colombia, Las Verdolagas iniciaron en el profesionalismo en la segunda edición de susodicho torneo en el año 2018. Integró el Grupo D, su primer partido fue el 10 de febrero del mismo año por la primera fecha ante Real Cartagena, resultando en victoria por 2-0. Carolina Arias marcó el primer gol de la historia profesional de Atlético Nacional, a los 48 minutos. El campeonato culminó con un subcampeonato para el conjunto verdiblanco, perdiendo la final por penaltis ante Atlético Huila. Esta ha sido hasta el momento la mejor campaña del Verdolaga en la Liga Colombiana.

### Temporadas 2019 - 2022
En 2019 y 2020 logró llegar hasta los cuartos de final, y en 2021 hasta semifinales. La temporada de 2022 no dio muy buenos resultados, culminando 11.° en su peor campaña hasta ese momento.
El 15 de diciembre de 2022 se informó oficialmente la firma de un acuerdo de alianza con el club Formas Íntimas, de cara a la temporada 2023. Y en enero de 2023 anunciaron la llegada de Marco Barrios como nuevo director técnico junto a Juan Carlos Giraldo como asistente, dando de esta manera la desvinculación del técnico Diego Bedoya quien había estado 13 años ligado al club desde sus inicios.

### Temporada 2023, 2024 y clasificación a Copa Libertadores Femenina
Dos meses después, en marzo de 2023 se anunció la llegada de Jorge Barreneche como nuevo director técnico del equipo profesional, mientras que Marco Barrios pasaría a ser parte de las categorías formativas.  Al mando del colombiano, en la temporada 2023 el equipo logró la histórica clasificación a la Copa Libertadores Femenina de ese mismo año, culminando en tercer lugar de la competición, lo que le valió para ser nominado por la IFFHS a "mejor entrenador de club femenino".
En la temporada 2024 las verdolagas consiguieron el cupo a los cuadrangulares semifinales tras quedar en 1° lugar de la fase regular, su mejor campaña en esta instancia del torneo hasta el momento, pero no pudieron clasificar a la final tras quedar segundas del grupo A.  

## Estadio
El equipo disputa sus partidos en el estadio Atanasio Girardot, el mismo recinto de su homólogo masculino. Fue inaugurado el 18 de marzo de 1953, ampliado en 1990 y remodelado en 2010. Tiene capacidad para 40.943 espectadores, y está ubicado en Medellín. 
Es el tercer estadio con más capacidad (aforo) en Colombia.

## Datos del club
- Lugar de origen: Medellín.
- Año de fundación: 2009
- Puesto histórico en Liga Profesional Femenina: Segundo.
- Primer gol:
  - Carolina Arias[6]
- Mayor goleada a favor en torneos nacionales:
  - 8-0 al Real Santander, Liga Profesional Femenina de Fútbol 2024 (Colombia).

### Palmarés

#### Torneos nacionales oficiales
| Competición            | Títulos | Subcampeonatos |
| ---------------------- | ------- | -------------- |
| Liga Profesional (0/1) |         | 2018           |

#### Torneos nacionales formativos
| Competición                       | Títulos | Subcampeonatos |
| --------------------------------- | ------- | -------------- |
| Torneo Interclubes Femenino (1/0) | 2023    |                |

#### Torneos regionales
| Competición                                      | Títulos                | Subcampeonatos |
| ------------------------------------------------ | ---------------------- | -------------- |
| Torneo Antioqueño Femenino Categoría Libre (4/0) | 2018, 2019, 2021, 2022 |                |
| Torneo Antioqueño Femenino Juvenil (2/0)         | 2019, 2022             |                |
| Torneo Antioqueño Femenino Prejuvenil (0/1)      |                        | 2021           |
| Torneo Antioqueño Femenino Sub-20 (0/1)          |                        | 2021           |
| Torneo Antioqueño Femenino Sub-17 (0/1)          |                        | 2014           |
| Torneo Antioqueño Femenino Sub-15 (0/1)          |                        | 2014           |
| Torneo Antioqueño Femenino Infantil (0/2)        |                        | 2019, 2021     |

### Trayectoria
| Temporada | Liga         | Liga       | Liga       | Liga       | Liga       | Liga       | Liga       | Edición | Copa        | Copa          | Entrenador/a                     |
| Temporada | División     | Posición   | PJ         | G          | E          | P          | Pts.       | Edición | Competición | Posición      | Entrenador/a                     |
| --------- | ------------ | ---------- | ---------- | ---------- | ---------- | ---------- | ---------- | ------- | ----------- | ------------- | -------------------------------- |
|           | No existía** |            |            |            |            |            |            | 2009    |             | No clasif.    | Diego Bedoya                     |
|           | No existía** |            |            |            |            |            |            | 2010    |             | No clasif.    | Diego Bedoya                     |
|           | No existía** |            |            |            |            |            |            | 2011    |             | No clasif.    | Diego Bedoya                     |
|           | No existía** |            |            |            |            |            |            | 2012    |             | No clasif.    | Diego Bedoya                     |
|           | No existía** |            |            |            |            |            |            | 2013    |             | No clasif.    | Diego Bedoya                     |
|           | No existía** |            |            |            |            |            |            | 2014    |             | No clasif.    | Diego Bedoya                     |
|           | No existía** |            |            |            |            |            |            | 2015    |             | No clasif.    | Diego Bedoya                     |
|           | No existía** |            |            |            |            |            |            | 2016    |             | No clasif.    | Diego Bedoya                     |
| 2017      |              | -          | -          | -          | -          | -          | -          | 2017    |             | No clasif.    | Diego Bedoya                     |
| 2018      |              | 2.º        | 14         | 10         | 2          | 2          | 19*        | 2018    |             | No clasif.    | Diego Bedoya                     |
| 2019      |              | 1/4        | 8          | 4          | 2          | 2          | 13*        | 2019    |             | No clasif.    | Diego Bedoya                     |
| 2020      |              | 1/4        | 8          | 2          | 2          | 4          | 7*         | 2020    |             | No clasif.    | Diego Bedoya                     |
| 2021      |              | 1/2        | 12         | 6          | 3          | 3          | 21*        | 2021    |             | No clasif.    | Diego Bedoya                     |
| 2022      |              | 11.°       | 16         | 5          | 4          | 7          | 19         | 2022    |             | No clasif.    | Diego Bedoya                     |
| 2023      |              | 1/2        | 20         | 9          | 8          | 3          | 30         | 2023    |             | Tercer Puesto | Marco Barrios / Jorge Barreneche |
| 2024      |              | 1/2        | 20         | 12         | 7          | 1          | 43         | 2024    |             | No clasif.    | Jorge Barreneche                 |
| 2025      |              | En disputa | En disputa | En disputa | En disputa | En disputa | En disputa | 2025    |             | Por definir   | Jorge Barreneche                 |

|  | Liga Profesional Femenina de Fútbol de Colombia |  | Copa Libertadores de América Femenina |

Notas:
(*) En las casillas de partidos jugados, ganados, empatados y perdidos, se suman los encuentros de toda la temporada, incluso las eliminatorias/play offs. Pero en la casilla de puntos solo se tienen en cuenta los conseguidos en la fase regular/de grupos o liguilla. Los partidos de las eliminatorias no suman puntos a la tabla general.
(**) No existía una competición de Primera División oficial antes de la creación de la Liga Profesional Femenina.

## Jugadoras

### Plantilla 2025
Referencias:
- Los equipos colombianos están limitados a tener en la plantilla un máximo de seis jugadores extranjeras. La lista incluye sólo la principal nacionalidad de cada jugadora.

### Dirección técnica actual
| Integrantes Selección Absoluta | Integrantes Selección Absoluta | Integrantes Selección Absoluta | Integrantes Selección Absoluta | Integrantes Selección Absoluta | Integrantes Selección Absoluta |
| ------------------------------ | ------------------------------ | ------------------------------ | ------------------------------ | ------------------------------ | ------------------------------ |
| Entrenador:                    | Jorge Barreneche               | Asistente técnica              | Paula Botero                   | Psicólogo:                     | Ricardo Hernández              |
| Preparador físico:             | Diego Aristizábal              | Preparador de porteras:        | Andrés Estrada                 | Especialista en video análisis | Santiago Santa                 |
| Médico:                        | Camilo Lopera                  | Fisioterapeuta                 | Ingrid Leal                    | Utilero:                       | Sebastián Mesa                 |

Referencias: 